# Gunela
Gunela (łac. Diocesis Gunelensis) – stolica historycznej diecezji w Cesarstwie rzymskim w prowincji Afryka Prokonsularna, sufragania metropolii Kartagina. Współcześnie w Tunezji. Obecnie katolickie biskupstwo tytularne.

## Biskupi tytularni
| Lp. | Biskup               | Funkcja                            | Od             | Do               |
| --- | -------------------- | ---------------------------------- | -------------- | ---------------- |
| 1   | John Joseph Boardman | biskup pomocniczy Brooklynu (USA)  | 28 marca 1952  | 17 lipca 1978    |
| 2   | Pierre Plateau       | biskup pomocniczy Rennes (Francja) | 2 lutego 1979  | 8 kwietnia 1984  |
| 3   | Emilio Bataclan      | biskup pomocniczy Cebu (Filipiny)  | 24 lutego 1990 | 3 maja 1995      |
| 4   | Christophe Pierre    | nuncjusz apostolski                | 12 lipca 1995  | 30 września 2023 |
| 5   | Keith Chylinski      | biskup pomocniczy Filadelfii (USA) | 8 grudnia 2023 |                  |